# Sigmatineurum puleloai
Sigmatineurum puleloai är en tvåvingeart som beskrevs av Ronald A. Englund och Neal L. Evenhuis 2005. Sigmatineurum puleloai ingår i släktet Sigmatineurum och familjen styltflugor. Inga underarter finns listade i Catalogue of Life.